# Lanassa (Gattin des Pyrrhus)
Lanassa (altgriechisch Λάνασσα Lánassa) war eine Tochter des Königs Agathokles von Syrakus, wahrscheinlich von dessen zweiter Gattin Alkia.
295 v. Chr. knüpfte Agathokles verwandtschaftliche Beziehungen mit dem Molosserkönig Pyrrhus an, indem er diesem Lanassa zur Gemahlin gab. Der syrakusanische König geleitete seine Tochter persönlich mit seinen Kriegsschiffen zu ihrem Bräutigam nach Epirus und eroberte auf dem Weg die Stadt Kroton. Diese Heirat brachte Pyrrhus die Insel Korkyra als Mitgift ein. Aus der Ehe des Paares ging 294 oder 293 v. Chr. ein Sohn namens Alexandros hervor.
Da Lanassa aber nicht akzeptieren wollte, dass sich Pyrrhus in Vielehe weitere Gattinnen zulegte, verließ sie ihn 291 v. Chr. und begab sich nach Korkyra. Diese Insel als Mitgift in Aussicht stellend, warb sie um den damals Makedonien beherrschenden Demetrios I. Poliorketes als neuen Gatten. Der umworbene Diadoche kam auch, ging eine – von manchen Forschern aber bezweifelte – Ehe mit Lanassa ein und ließ seine Neuerwerbung Korkyra zur Sicherung militärisch besetzen.
Als einstiger Gatte der Lanassa konnte Pyrrhus nach dem Tod des Agathokles (289 v. Chr.) Erbansprüche auf Sizilien geltend machen, aufgrund derer auch die Syrakusaner selbst ihn 279 v. Chr. um Unterstützung gegen die Karthager baten.